# 선셋 대로 (영화)
《선셋 대로》(Sunset Boulevard, 줄여서 Sunset Blvd)는 1950년 개봉한 미국의 필름 누아르 영화이다. 빌리 와일더가 감독을 맡았으며 글로리아 스완슨, 윌리엄 홀든, 에리히 폰 슈트로하임 등이 출연하였다. 이 영화는 누아르 영화 중에서 걸작으로 손꼽히고 있으며 무성 영화 시대를 다루고 있다.
미국영화에는 할리우드를 다룬 작품이 많은데 그 대표작으로 이 작품을 들 수 있다. 세실 B.데밀 감독을 비롯하여 왕년의 유명 스타도 등장하는 등 흥미진진한 바 있으나 안달하면서 야심을 버리지 못하는 각본가 조와 늙은 얼굴을 그로테스크한 화장으로 분장해서 그 옛날의 영광을 꿈꾸어 보는 노마를 중심으로 영화계의 이면(裏面)을 묘사한 와일더 감독의 눈은 매우 신랄하며, 강렬한 리얼리티를 느끼게 한다.
아카데미상에서는 각본상, 미술상, 음악상을 수상하였으며 미국 영화 연구소에서는 이 영화를 100대 영화에 선정하였다. 글로리아 스완슨은 이 영화로 골든 글로브 상 여우주연상을 수상하였다.

## 줄거리
불우한 영화 각본가 조(홀덴)는 월부 돈을 낼 수 없어서 차압 단계에 들어간 자동차를 감추려고 선세트의 낡은 대저택으로 들어간다. 집사(에리히 폰 슈트로 하임)의 시중과 보호를 받으면서 전성시대(全盛時代)의 꿈을 되찾으려는 왕년의 대여배우 노마(스완슨)를 만나 각본을 의뢰받은 그는 그 집에 체재(滯在)하며 그녀의 열렬한 사랑을 요령 있게 받는 중에 촬영소의 각본부원(脚本部員)인 베티낸시 올슨과 사랑하는 사이가 되어 저택을 떠나려고 한다. 이를 눈치를 챈 노마는 그를 쏘아죽이고 발광하며 대스타로 되돌아간 기분으로 뉴스 카메라 앞에 선다.

## 캐스팅
- 글로리아 스완슨 - 노마 데스몬드
- 윌리엄 홀든 - 조 길리스
- 에리히 폰 슈트로하임 - 맥스 폰 메이얼링
- 낸시 올슨 - 베티 셰퍼
- 프레드 클라크 - 셸드레이크
- 로이드 구프 - 모리노
- 잭 웹 - 아서 그린
- 프랭클린 파넘 - 장의사

### 자신의 이름으로 나온 배역
- 세실 B. 드밀
- 버스터 키튼
- 헤다 호퍼
- 안나 Q. 닐슨
- H. B. 워너
- 레이 이반스
- 제이 리빙스턴

## 한국판 성우진(KBS) (1988년 2월 21일)
- 이강식 - 길리스 (윌리엄 홀든)
- 이선영 - 노마 (글로리아 스완슨)
- 박상일 - 맥스 (에리히 폰 슈트로하임)
- 임종국
- 김태연
- 정기항
- 조동희
- 안경진
- 유해무
- 강희선
- 윤기황
- 임은정